# Milower Land
Milower Land es un municipio situado en el distrito de Havelland, en el estado federado de Brandeburgo (Alemania), a una altitud de 30 metros. Su población a finales de 2016 era de 4000 habs. y su densidad poblacional, 27 hab/km².